# The Fabulous Johnny Cash
The Fabulous Johnny Cash — другий студійний альбом американського співака та автора пісень Джонні Кеша і перший, випущений лейблом Columbia Records. Альбом вийшов 3 листопада 1958 року, невдовзі після того, як Кеш пішов з Sun Records. The Fabulous Johnny Cash став успішним дебютом на лейблі Columbia для Кеша, оскільки було продано понад півмільйона копій під час першого випуску. Хоча Білборд не публікував чарт кантрі-альбомів у 1958 році, альбом сягнув дев'ятнадцятої позиції у чарті найбільш продаваних альбомів Billboard.

## Список пісень
| Сторона один | Сторона один             | Сторона один | Сторона один   | Сторона один |
| #            | Назва                    | Автор        | Дата запису    | Тривалість   |
| ------------ | ------------------------ | ------------ | -------------- | ------------ |
| 1.           | «Run Softly, Blue River» | Джоні Кеш    | 8 серпня 1958  | 2:22         |
| 2.           | «Frankie's Man, Johnny»  | Дж. Кеш      | 8 серпня 1958  | 2:15         |
| 3.           | «That's All Over»        | Дік Глассер  | 8 серпня 1958  | 1:52         |
| 4.           | «The Troubadour»         | Сінді Вокер  | 8 серпня 1958  | 2:15         |
| 5.           | «One More Ride»          | Боб Нолан    | 13 серпня 1958 | 1:59         |
| 6.           | «That's Enough»          | Дороті Коутс | 13 серпня 1958 | 2:41         |

| Сторона два | Сторона два                    | Сторона два                    | Сторона два    | Сторона два |
| #           | Назва                          | Автор                          | Дата запису    | Тривалість  |
| ----------- | ------------------------------ | ------------------------------ | -------------- | ----------- |
| 1.          | «I Still Miss Someone»         | Дж. Кеш Рой Кеш                | 13 серпня 1958 | 2:34        |
| 2.          | «Don't Take Your Guns to Town» | Дж. Кеш                        | 13 серпня 1958 | 3:03        |
| 3.          | «I'd Rather Die Young»         | Бізлі Сміт Біллі Вон Ренді Вуд | 13 серпня 1958 | 2:29        |
| 4.          | «Pickin' Time»                 | Дж. Кеш                        | 13 серпня 1958 | 1:58        |
| 5.          | «Shepherd of My Heart»         | Дженні Лу Карсон               | 13 серпня 1958 | 2:10        |
| 6.          | «Suppertime»                   | Айра Стенфілл                  | 14 липня 1958  | 2:50        |

| Додаткові пісні перевидання 2002 року | Додаткові пісні перевидання 2002 року | Додаткові пісні перевидання 2002 року | Додаткові пісні перевидання 2002 року | Додаткові пісні перевидання 2002 року |
| #                                     | Назва                                 | Автор                                 | Recording date                        | Тривалість                            |
| ------------------------------------- | ------------------------------------- | ------------------------------------- | ------------------------------------- | ------------------------------------- |
| 13.                                   | «Oh, What a Dream» (Take 1)           | Дж. Кеш                               | 24 липня 1958                         | 2:08                                  |
| 14.                                   | «Mama's Baby»                         | Дж. Кеш                               | 8 серпня 1958                         | 2:22                                  |
| 15.                                   | «Fool's Hall of Fame»                 | Джеррі Фрімен Дені Вулф               | 8 серпня 1958                         | 2:10                                  |
| 16.                                   | «I'll Remember You»                   | Дж. Кеш                               | 24 липня 1958                         | 2:07                                  |
| 17.                                   | «Cold Shoulder»                       | Хелен Хаджінс                         | 13 серпня 1958                        | 1:55                                  |
| 18.                                   | «Walking the Blues»                   | Дж. Кеш Роберт Ланн                   | 13 серпня 1958                        | 2:12                                  |

## Учасники запису
Музиканти
- Джонні Кеш — вокал, ритм-гітара
- Лютер Перкінс — соло-гітара
- Дон Хелмс — сталева гітара
- Маршалл Грант — бас
- The Jordanaires — бек-вокал
- Марвін Г'юз — фортепіано
- Бадді Гарман — барабани у піснях «Suppertime», «Oh, What a Dream» та «I'll Remember You»
- Морріс Палмер — барабани

## Чарти
Альбом — Білборд (США)
| Чарт (1958)     | Найвища позиція |
| --------------- | --------------- |
| Лідери продажів | 19              |

Сингли — Білборд (США)
| Рік  | Сингл                          | Чарт          | Позиція |
| ---- | ------------------------------ | ------------- | ------- |
| 1959 | «Don't Take Your Guns to Town» | Кантрі сингли | 1       |
| 1959 | «Don't Take Your Guns to Town» | Поп сингли    | 32      |
| 1959 | «Frankie's Man, Johnny»        | Кантрі сингли | 9       |
| 1959 | «Frankie's Man, Johnny»        | Поп сингли    | 57      |